# Thế kỷ 13 TCN

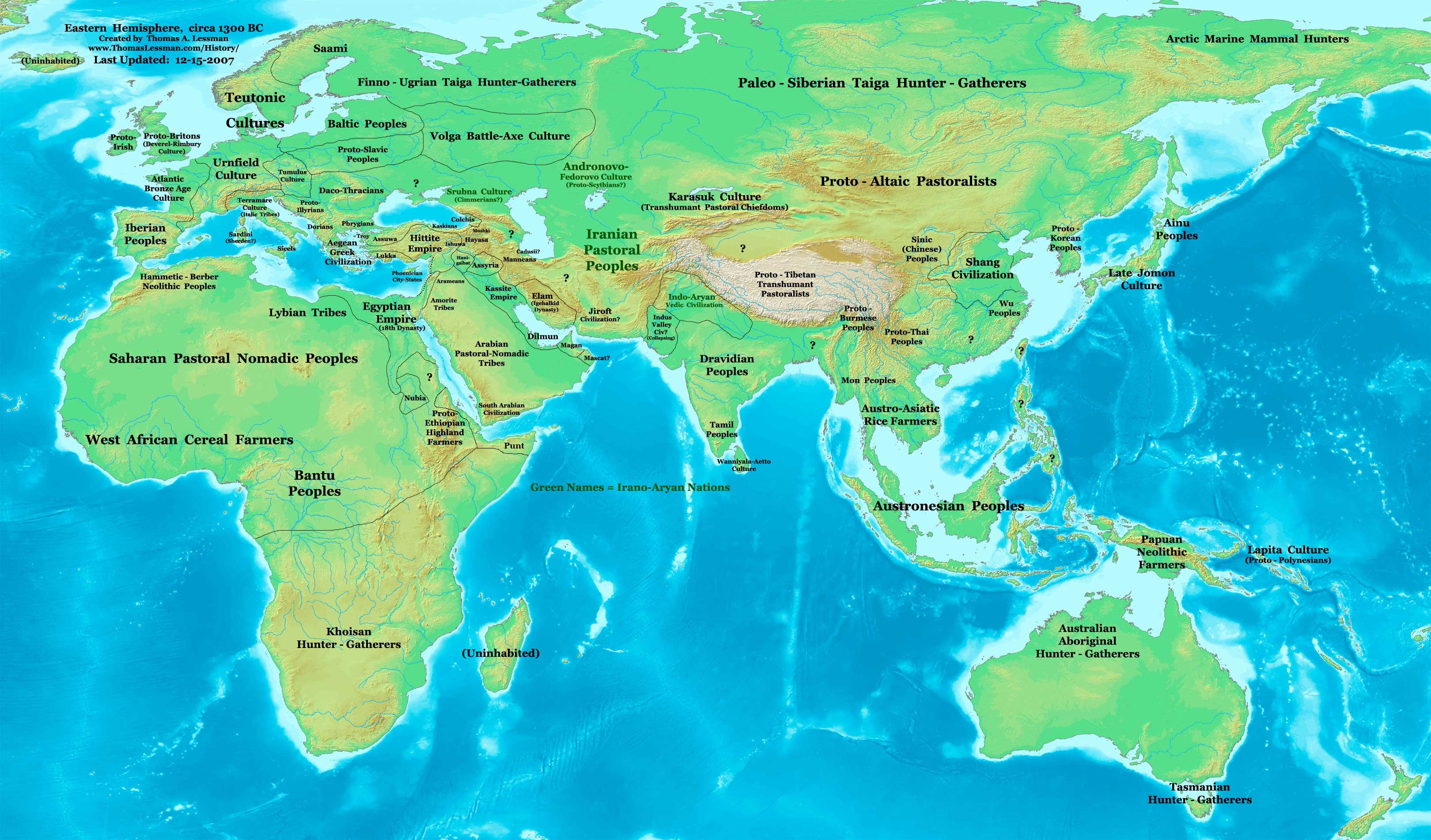
Bán cầu Đông năm 1300 TCN

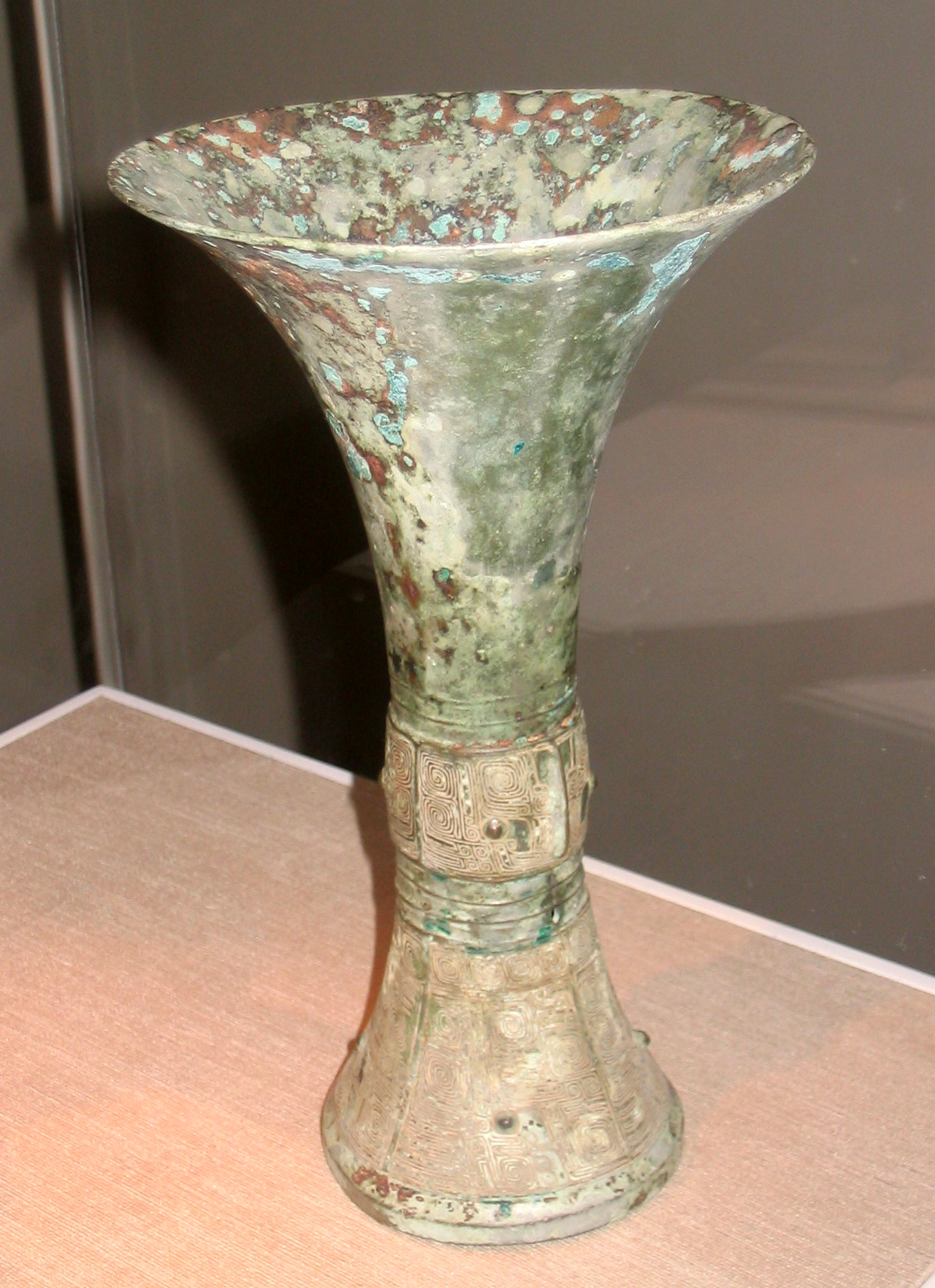
Cốc uống rượu, Nhà Thương, thế kỷ 13 TCN, Phòng tranh Arthur M. Sackler.

Thế kỉ 13 TCN bắt đầu từ ngày đầu tiên của năm 1300 TCN và kết thúc vào năm 1201 TCN.

## Sự kiện
1295 TCN - 1186 TCN – Đền Amun , Karnak , được xây dựng. Vương quốc mới . 
1292 TCN — Cuối Vương triều thứ mười tám của Ai Cập , bắt đầu Vương triều thứ mười chín . 
1292 TCN — Lễ đăng quang của Ramesses I.
1290 TCN - Seti I trở thành pharaoh của Ai Cập . Trong thời gian trị vì của mình, ông dẫn quân đội của mình vào châu Á , khẳng định quyền lực của đế quốc Ai Cập. Seti chống lại các thuộc hạ phản bội của Kadesh và Amurru , và thậm chí đánh bại một lực lượng Hittite. Sau đó, ông không thể duy trì quyền kiểm soát các lãnh thổ ở Levant và cuối cùng kết thúc hòa bình với vua Hittite Muwatalli II .
1288 TCN: Thương vương Bàn Canh chết sau 28 năm trị vì , con trai ông là Tiểu Tân kế vị .
1285 TCN —Sự quản lý của Hunefer trước Osiris , minh họa từ Sách của người chết được vẽ ( Vương triều thứ 19 ). Hiện nó nằm trong Bảo tàng Anh tại London .
1285 TCN: Thương vương Tiểu Tân chết sau 3 năm trị vì , em ông là Tiểu Ất kế vị
1282 TCN - Pandion II , vị vua huyền thoại của Athens , qua đời sau 25 năm trị vì trên danh nghĩa. Theo báo cáo, ông chỉ trị vì ở Megara , trong khi Athens và phần còn lại của Attica nằm dưới sự kiểm soát của một liên minh Quý tộc do chú Metion (con trai của Erechtheus của Athens ) và các con trai của ông (kể cả trong một số tài khoản là Daedalus ). Bốn người con trai của ông dẫn đầu một chiến dịch quân sự thành công để giành lại ngai vàng. Aegeus trở thành Vua của Athens , Nisos trị vì Megara ,  Euboea và Pallas ở miền nam Attica .
1280 TCN — Torah được cho là đã được soạn đầy đủ vào khoảng thời gian này. (Giả sử cuộc Xuất hành khỏi Ai Cập diễn ra vào khoảng năm 1450 trước Công nguyên)
Các bức tường của Troy VII / Wilusa được xây dựng.
1279 TCN —Pharaoh Seti I qua đời sau 11 năm trị vì.
1279 TCN— Troy VI , được suy đoán là thành phố được đề cập trong Iliad của Homer , được cho là đã bị quân đội Hy Lạp phá hủy.
1279 TCN— Ramesses II ( Vương triều thứ 19 ) trở thành pharaoh của Egpyt . Trong thời gian trị vì của mình, ông xây dựng một thủ đô mới trên đồng bằng sông Nile phía đông mà ông đặt tên là "Nhà của Ramesses". Thủ đô được tạo ra như một trung tâm quyền lực của Ai Cập ở phía Bắc.
1279 TCN - 1213 TCN — Tượng của Ramesses II ở Abu Simbel ở Nubia (Vương triều thứ 19) được xây dựng. Bức tranh treo tường Nữ hoàng Nefertari dâng cúng thần Isis trong lăng mộ Nefertari được thực hiện. Ngôi mộ nằm ở Thung lũng các Nữ hoàng ở Ai Cập.
1279 TCN - 1213 TCN — Đền thờ  , Mut và Khons tại Luxor được xây dựng
1278 trước Công nguyên —Ramesses II đánh bại hải tặc biển Shardana và những người du mục ở biên giới phía tây.

1275 TCN —Ramesses II hành quân về phía bắc để bảo vệ Amurru và đưa ra một tuyên bố táo bạo về ý định với người Hittite , những người đã chiến đấu trong các cuộc giao tranh liên tục ở phía bắc, phía đông và phía tây của vương quốc của họ trong nhiều năm.
1275 TCN: Thương vương Tiểu Ất chết sau 10 năm trị vì , con trai ông là Vũ Đinh kế vị .
1274 TCN — Trận chiến Kadesh (hay Trận chiến Qadesh ) ở Syria , được coi là trận chiến xe ngựa lớn nhất (5.000–6.000) trong thời cổ đại. Trận chiến kết thúc là sau 15 năm chiến tranh biên giới kết thúc bằng việc ký kết hiệp ước hòa bình sớm nhất được biết đến giữa người Hittite và người Ai Cập , Hiệp ước Kadesh . 
1274 TCN — Ramesses II ( Đại đế ) chiến đấu trong một số chiến dịch ở Canaan và Syria , với mục đích khôi phục các vùng lãnh thổ bị mất trong các cuộc nổi dậy sau cuộc chiến Kadesh .
1274 TCN— Shalmaneser I trở thành vua của Đế chế Assyria .
1272 trước Công nguyên — Kỷ lục đầu tiên của môn vượt rào được chơi ở Ireland .
1263 TCN - Ramses II , vua của Ai Cập cổ đại , và Hattusilis III , vua của người Hittite , ký hiệp ước hòa bình sớm nhất được biết đến .
1258 TCN— Cuộc Xuất hành được mô tả trong Kinh thánh .
1251 TCN — ngày 7 tháng 9, nhật thực vào ngày này có thể đánh dấu sự ra đời của thần Heracles huyền thoại tại Thebes, Hy Lạp .
1250 trước Công nguyên — Ngày truyền thống bắt đầu Chiến tranh thành Troy .
1250 TCN— Chữ viết còn sót lại sớm nhất từ Trung Quốc Cổ đại .
1250 TCN— Xe ngựa xuất hiện ở Trung Quốc cổ đại.
1250 TCN— Cổng Sư tử , Mycenae , Hy Lạp , được làm. Các bức tường thành được xây dựng.
1250 TCN— Giấy cói của Ani được tạo ra, trong triều đại thứ 19 của Tân Vương quốc Ai Cập .
1250 TCN- thư Tawagalawa được gửi từ một vị vua Hittite cho một vị vua của Ahhiyawa .
1240 TCN — Người Philistines mở rộng ảnh hưởng của họ sang Síp và Canaan . 
1240 TCN — máy quay  và máy tiện được phát minh.
1230 TCN - Trận Nihriya .
1221 TCN - Pharaoh Merneptah đánh bại cuộc xâm lược của người Libya .
1216 TCN: Thương vương Vũ Đinh chết sau 59 năm trị vì , con trai ông là Tổ Canh kế vị .
1213 TCN– 1203 TCN - Merneptah Stele là nơi được ghi chép sớm nhất về Israel .
1213 TCN - Theseus , vị vua huyền thoại của Athens , bị Menestheus , chắt của Erechtheus và là anh họ thứ hai của cha của Theseus là Aegeus , phế truất . Menestheus được cho là được hỗ trợ bởi Castor và Polydeuces của Sparta , những người muốn giành lại em gái Helen của họ từ người chồng đầu tiên Theseus . Sau này tìm kiếm nơi ẩn náu ở Skyros , có Vua Lycomedes là một người bạn và đồng minh cũ. Lycomedes tuy    coi vị khách của mình là một mối đe dọa đối với ngai vàng và tiến hành ám sát anh ta (mặc dù các tài liệu khác cho rằng những sự kiện này một thập kỷ sau đó, vào những năm 1200 trước Công nguyên ).
1213 TCN - Ramesses II qua đời .
1205 TCN: Thương vương Tổ Canh chết sau 11 năm trị vì , con trai ông là Tổ Giáp kế vị .
1200 TCN: Sự sụp đổ của quyền lực Hittite ở Anatolia với việc phá hủy thủ đô Hattusa của họ .
1200 TCN: Cuộc định cư trên cao nguyên của người Israel diễn ra, với sự gia tăng đáng kể dân số định cư ở các ngọn đồi phía bắc Jerusalem trong thời gian này.
1200 TCN: Những cuộc di cư ồ ạt của những người xung quanh Địa Trung Hải và Trung Đông. 
1200 TCN: Những người du mục Ả Rập và người Chaldea trở thành mối đe dọa lớn đối với Đế chế Babylon và Assyria .
1200 TCN: Sự di cư và mở rộng của người Hy Lạp . Sự phá hủy thành phố Mycenaean Pylos .
1200 TCN: Sự tàn phá cuối cùng của thành phố Mycenia lớn được khai quật tại Iklaina .
1200 TCN: Người Cimmerian bắt đầu định cư các thảo nguyên ở miền nam nước Nga ? (Phỏng đoán không có tài liệu).
1200 TCN: Nền văn hóa Scythia Srubna mở rộng từ vùng hạ lưu sông Volga đến bao phủ toàn bộ khu vực Bắc Pontic .
1200 TCN: Văn hóa Olmec bắt đầu và phát triển mạnh ở Mesoamerica .
1200 TCN: San Lorenzo bắt đầu phát triển mạnh mẽ.
1200 TCN: Nền văn minh Puebloan tổ tiên ở Bắc Mỹ . 
1200 TCN: Trận chiến có thể xảy ra ở Thung lũng sông Tollense ở miền bắc nước Đức.